# J'ai pas vingt ans
"J'ai pas vingt ans" (engelska: "I'm Not Twenty") är den sjätte singeln från den franska sångerskan Alizée och den andra från hennes andra studioalbum Mes courants électriques. Den släpptes i juni 2003. En engelsk version av låten med titeln "I'm Not Twenty" släpptes senare som singel och fanns med på den internationella versionen av Mes courants électriques.

## Listplaceringar
| Lista (2003) | Topplacering |
| ------------ | ------------ |
| Belgien      | 20           |
| Frankrike    | 17           |
| Schweiz      | 60           |
| Tyskland     | 59           |
| Österrike    | 60           |